# Chaîne de Gobnangou

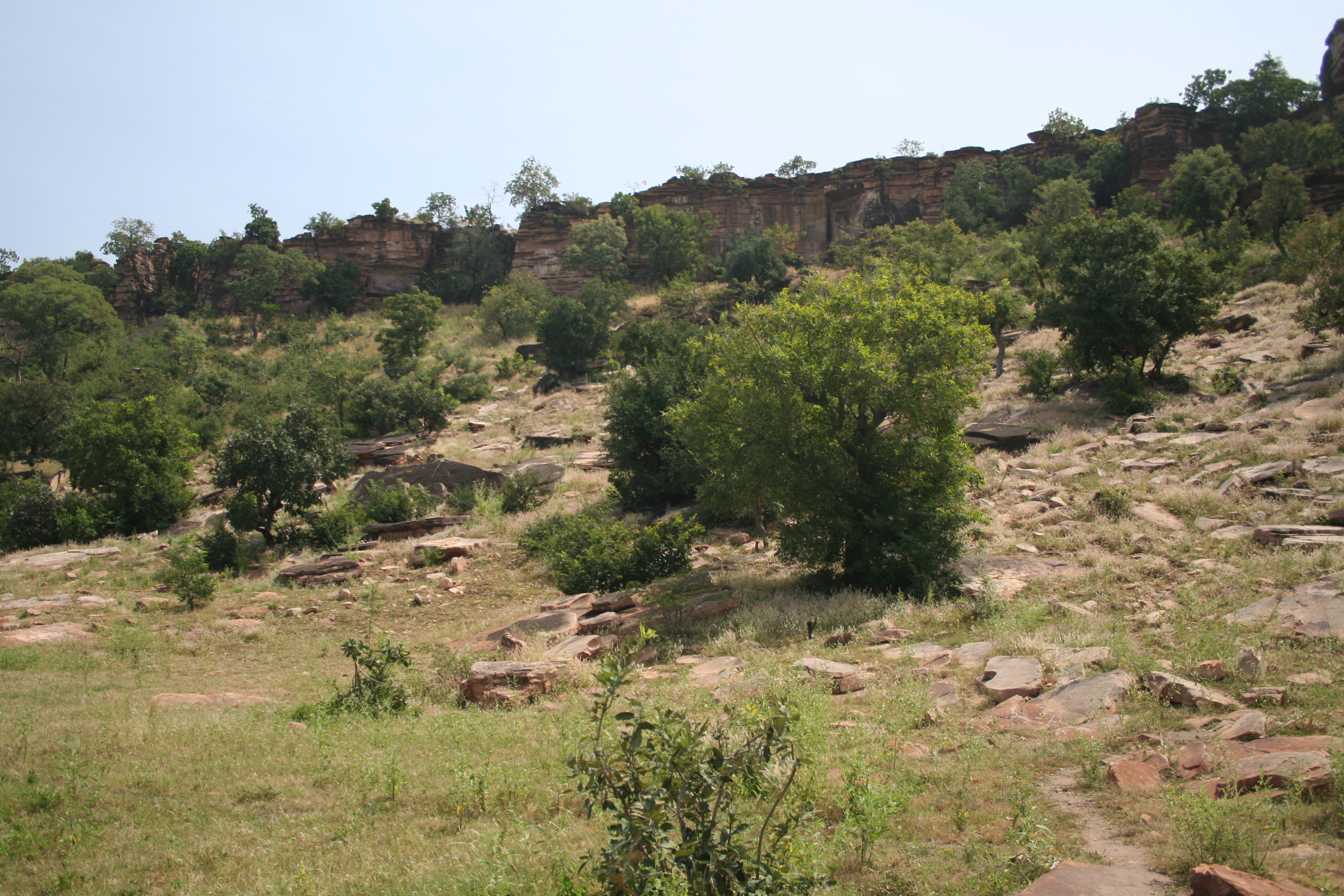
Die Chaîne de Gobnangou oberhalb von Tambaga

Die Chaîne de Gobnangou ist ein Sandsteinhöhenzug in der Provinz Tapoa im Südosten Burkina Fasos zwischen den Orten Arli und Kaabougou. Er ist von Südwesten nach Nordosten ausgerichtet, etwa 80 Kilometer lang und erreicht 365 Meter Höhe. Während die Nordseite steil abfällt, gibt es auf der Südseite sowohl steile Felswände, als auch sanfte Hügel. Der westliche Teil des Höhenzugs liegt innerhalb des Arli-Nationalparks.